# آمونهبورغ
آمونبرغ (بالألمانية: Amöneburg) هي بلدة، مدينة وبلدة ألمانية تقع في ألمانيا في Marburg-Biedenkopf.[بحاجة لمصدر]

## المدن التوأمة
مدن شتولبن، Château-Garnier، تورو سول تراسيمينو وTragwein هي مدن توأمة لـآمونبرغ.